# Herningsholm Erhvervsskole Ikast
Herningsholm Erhvervsskole er en afdeling af Herningsholm Erhvervsgymnasium og gymnasier beliggende i Ikast, Danmark. Skolen udbyder erhvervsuddannelser og gymnasiale uddannelser som EUX, EUD og HHX. Skolen samarbejder med lokale virksomheder for at sikre erhvervserfaring til eleverne